# Juha-Matti Ruuskanen
Juha-Matti Ruuskanen (Kuopio, 24 luglio 1984) è un ex saltatore con gli sci finlandese.

## Biografia
In Coppa del Mondo esordì il 28 novembre 2003 a Kuusamo (32°) e ottenne l'unica vittoria, nonché unico podio, il 15 febbraio 2009 a Oberstdorf. Non partecipò né a rassegne olimpiche né iridate.

## Palmarès

### Mondiali juniores
- 1 medaglia:
  - 1 bronzo (gara a squadre a Štrbské Pleso 2000)

### Coppa del Mondo
- Miglior piazzamento in classifica generale: 44º nel 2004
- 1 podio (a squadre):
  - 1 vittoria

#### Coppa del Mondo - vittorie
| Data             | Località   | Nazione  | Trampolino                                                            |
| ---------------- | ---------- | -------- | --------------------------------------------------------------------- |
| 15 febbraio 2009 | Oberstdorf | Germania | Heini Klopfer HS213 (con Kalle Keituri, Matti Hautamäki e Harri Olli) |